# غاري باك
غاري باك (بالإنجليزية: Gary Pak)‏‏ (1952 - ) روائي من الولايات المتحدة.

## الجوائز
- منحة فولبرايت